# فربيون معنق
الفربيون المعنق أو الحلاب المعنق (باللاتينية: Euphorbia petiolata) نوع نباتي يتبع جنس الفربيون من الفصيلة اللبنية.
النبات سام كبقية أنواع الفربيون.

## الموئل والانتشار
ينتشر في بلاد الشام ومصر والمغرب العربي وقبرص وتركيا.

## مرادفات للاسم العلمي
- (باللاتينية: Cystidospermum petiolatum (Banks & Sol.) Nasimova)
- (باللاتينية:  Dematra petiolata (Banks & Sol.) J. Sojak)
- (باللاتينية:                             							 								                             	Tithymalus petiolatus (Banks & Sol.) Soják)
- (باللاتينية: Dematra sericea Raf.)